# Роберт Дауні (молодший)
Ро́берт Джон Да́уні (Да́вні)-моло́дший (англ. Robert John Downey Jr.; нар. 4 квітня 1965, Нью-Йорк, США) — американський актор, продюсер і музикант. Став широко відомий після релізу байопіку «Чаплін», в якому виконав головну роль коміка Чарлі Чапліна. Лауреат премії «Оскар» (2024), триразовий лауреат «Золотого глобуса» (2001, 2010, 2024), дворазовий володар премії BAFTA (1993, 2024). Почав акторську кар'єру ще дитиною, зігравши у фільмі свого батька «Загін» (1970). Ближче до початку 1990-х Дауні став популярним актором, зокрема, завдяки ролям у фільмах «Ейр Америка» (1990), «Велика піна» (1991) і «Природжені вбивці» (1994). Найбільш відомою й успішною роллю Роберта в XX столітті вважається роль Чарлі Чапліна в однойменному байопіку Річарда Аттенборо, що принесла йому премію BAFTA і першу номінацію на «Оскар».
Після низки гучних скандалів в кінці 1990-х, пов'язаних з наркотичною залежністю та тюремним терміном, повернувся на екрани з другорядною роллю в телесеріалі «Еллі Мак-Біл», яка принесла йому перший «Золотий глобус» у 2001 році. Далі були ролі в ряді успішних картин, серед яких — «Готика» (2003), «Поцілунок навиліт» (2005) і «Зодіак» (2007). У 2008 році виходять «Солдати невдачі», що принесли Дауні другу номінацію на «Оскар», і «Залізна людина», що поклав початок масштабної медіафраншизи під назвою «Кінематографічний Всесвіт Marvel». В останньому виконав роль супергероя Тоні Старка / Залізну людину — цю ж роль він незабаром повторив у фільмах «Неймовірний Халк» (2008), «Залізна людина 2» (2010), «Месники» (2012), «Залізна людина 3» (2013), «Месники: Ера Альтрона» (2015), «Перший месник: Протистояння» (2016), «Людина-павук: Повернення додому» (2017), «Месники: Війна нескінченності» (2018) і «Месники: Завершення» (2019). Також відомий завдяки ролі Шерлока Холмса в фільмах Гая Річі «Шерлок Холмс» (2009) і «Шерлок Холмс: Гра тіней» (2011). За роль в першій частині був ушанований другим «Золотим глобусом».
У 2013, 2014 і 2015 роках очолив список найбільш високооплачуваних акторів Голлівуду за версією Forbes.
У серпні 2018 року посів третє місце в рейтингу найбільш високооплачуваних акторів року за версією журналу Forbes. За 12 місяців він заробив $ 81 млн.

## Біографія
Народився 4 квітня 1965 у родині незалежного режисера Роберта Дауні-старшого. Роберт — друг дитинства Мобі. Справжнє прізвище — Елаяс (Elias), але батько змінив його на Дауні. Його першою роллю стала невелика роль цуценяти у фільмі свого батька. Роберту було 11 років, коли батьки розлучилися і він залишився з батьком. У школі Дауні-молодший ненавидів комікси, навіть образив однокласника і розірвав його журнал з малюнками. За іронією долі це був графічний роман про Залізну Людину.
У 17 залишив школу, щоб стати актором. У віці двадцяти років (в 1985 році) Дауні-мол. на один сезон приєднався до команди, що випускає найпопулярніше американське телешоу «Суботнього вечора у прямому ефірі». Після досвіду на телебаченні він остаточно вирішив зв'язати долю з кінематографом і переїхав у Голлівуд.
У 1987 році Роберт Дауні-мол. одержав головну роль у комедії Джеймса Тобака «Мисливець на дівчат», після чого знявся в кількох незначних кінокартинах. Ситуація змінилася в 1992 році, коли на екрани вийшов фільм сера Річарда Аттенборо «Чаплін», у якому актор зіграв легендарного коміка. Акторська гра Дауні-молодшого захопила всіх, за що актора номінували на премію «Оскар» у категорії «Найкраща чоловіча роль». Критики й публіка називали Роберта Дауні-молодшого одним із найперспективніших акторів серед молодого покоління.
Однак у цей період в актора виникає наркотична залежність, через що після низки голосних скандалів його звільняють зі студій, де він тоді знімався, а суд присуджує його до тюремного ув'язнення й примусового лікування. За словами самого Дауні-молодшого, його знайомство з марихуаною відбулося у віці 8 років не без допомоги рідного батька. На момент арешту він вже мав проблеми з героїном та кокаїном. На зйомках фільму «Любовний трикутник» (1997) Дауні щодня здавав аналіз на наявність наркотиків у крові.
У 2001 році актор знявся у кліпі «I Want Love» Елтона Джона. Після проходження курсу лікування Дауні-молодший повернувся на екрани у 2004 році з фільмом «Готика», де зіграв разом з Геллі Беррі й Пенелопою Круз. У 2004 році Роберт випустив альбом «The Futurist» з піснями, які сам склав і виконав. Відгуки критиків про альбом були досить теплими. Гра актора одержала похвальні відгуки й після виходу комедійного детектива «Поцілунок навиліт».
У 2006 році його виконання ролі таємничого Лайонела, що вступає у зв'язок з героїнею Ніколь Кідман у фільмі «Хутро», одержало найзахопливіші відгуки кінокритиків. Також він записав кілька пісень для різдвяного альбому «For Once In My Life» (вийшов в 2007) спільно з Вондою Шепард. Проте справжнє переродження Роберт одержує після його затвердження на головну роль у фільмі «Залізна людина». Після виходу фільму кіностудії буквально закидають актора різними пропозиціями. На зніманнях «Залізної Людини» Роберт, в якого зріст 174 см, носив підбори, щоб в кадрі виглядати вище Гвінет Пелтроу.
У 2008 році виходить фільм Бена Стіллера «Грім у тропіках», в якому розповідається історія акторів, що потрапили на справжню війну, але вважають це всього лише зніманнями. Роберт зіграв у фільмі Кірка Лазуруса, п'ятикратного лауреата премії «Оскар», який заради нової ролі навіть змінив пігментацію своєї шкіри. Блискуча гра Дауні-молодшого принесла йому другу номінацію на «Оскар», номінацію на «Золотий глобус» і номінацію на приз Британської академії.
У кінці 2009 року на екрани вийшов фільм Гая Річі «Шерлок Холмс», де в парі з Джудом Лоу, який грає доктора Джона Ватсона, Роберт виконав роль геніального детектива Холмса. У перший же вік-енд фільм побив всі рекорди за касовими зборами, а сам Роберт отримав премію «Золотий глобус» у номінації «Найкраща чоловіча роль — комедія або мюзикл».
У 2010 році вийшов сиквел фільму знятого за коміксами «Залізна людина 2». Після цього Дауні-молодший підписався на участь в третій частині фільму і в «Месниках».
У 2011 році вийшла друга частина фільму про Шерлока Холмса — «Шерлок Холмс: Гра тіней», де герой Дауні-молодшого бореться з професором Моріарті. Рік потому на широких екранах з'явилася стрічка «Месники», а також завершальна частина трилогії про Тоні Старка — «Залізна людина 3».

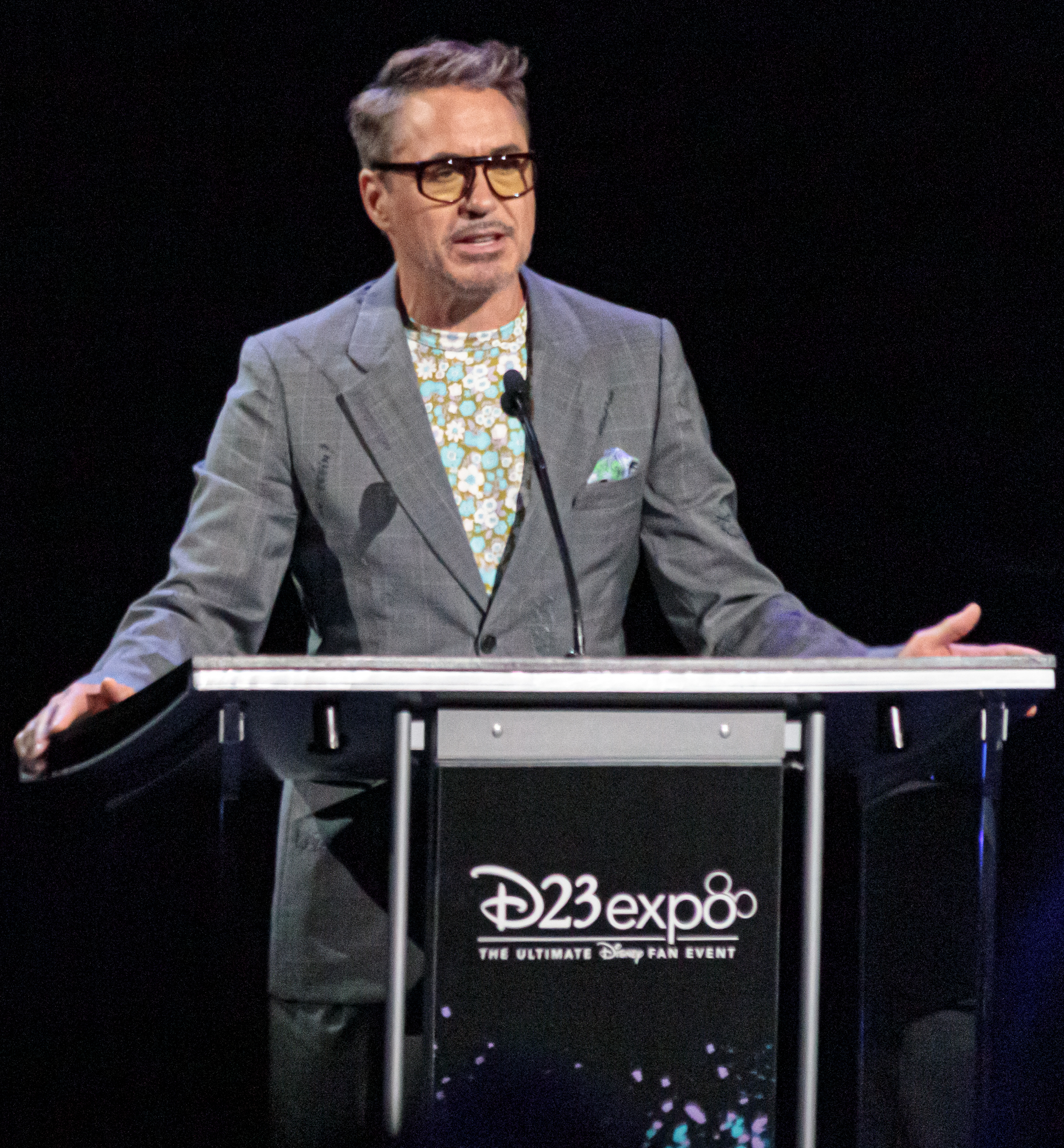
У 2019 році, на церемонії вручення нагород «Легенда Діснею»

У 2013 році здобув дві нагороди People's Choice Awards у номінації «Favorite Movie Actor» 2013, та «Favorite Superhero» 2013. У 2015 році вийшов фільм «Месники: Ера Альтрон». У 2018 і 2019 роках вийшли продовження «Месники: Війна нескінченності» і «Месники: Фінал».
Актор ненадовго пішов з Marvel, щоб зіграти в першому за 6 років фільмі, не пов'язаному з кіновсесвітом. Дауні отримав роль ексцентричного медика в фентезі «Подорож Доктора Дуліттл». Герой Роберта — ветеринар, який уміє розмовляти з тваринами. У цьому образі артист замінив колегу Едді Мерфі. Прем'єра картини відбулася на початку 2020 року.
У 2023 році зіграв в історичній драмі Крістофера Нолана «Оппенгеймер». За роль голови Комісії з атомної енергії США Льюїса Штрауса Роберт Дауні-молодший став фаворитом «сезону кінонагород», вигравши за неї перший «Оскар», другу премію BAFTA, третій «Золотий глобус» та одразу дві премії «Вибір критиків» — як учасник акторського ансамблю та найкращий актор другого плану.

## Особисте життя
Зустрів Сару Джесіку Паркер в 1984 році на зніманнях фільму «Першонароджений». Американська преса охоче стежила за особистим життям двох перспективних акторів. Втім, тоді про Сару Джесіку згадували в основному як про подружку знаменитого актора. Суттєвою проблемою для продовження відносин стали наркотики, якими в молодому віці бавився Роберт. Дівчина намагалась перевиховати його, але актор не бажав піддаватись. Ще у 8 років дізнався, що таке марихуана, адже виріс він в доволі богемному оточенні. Сім років тривав роман з Сарою Джесікою Паркер, але шлюбом так і не закінчився.
У 1992-му, через місяць після знайомства, актор одружився з Деборою Фалконер. У них є спільний син Індіо, що народився в 1993-му. Але пара розлучилася через ту ж тяги Дауні до наркотиків. Індіо теж зіткнувся з цією проблемою і безнапасно її розв'язав. Хрещений батько Індіо — актор Ентоні Майкл Холл. Батько пишається, що в старшому спадкоємці, як і в ньому, прокинулася тяга до музики. У 2004-му актор записав сольний альбом з власними піснями, взяв участь у створенні платівки Вонда Шепард.
Заради другого шлюбу Роберт зумів подолати залежність і звільнитися від тяги до заборонених речовин. Його дружина Сюзан допомогла йому остаточно позбутися від алкоголізму та наркоманії. Багато років він лікувався в різних центрах реабілітації, але все було марно, поки 2003 року він не зустрів Сюзан на зніманнях трилера «Готика». Його дружиною вона стала 2005 року. Раніше Сюзан Левін займалася координацією серіалу «Санта-Барбара». Через 5 років шлюбу Роберт і Сюзан вирішили відкрити свою продюсерську компанію. Через рік стало відомо про першу вагітність дружини актора. У 2012 і 2014 роках народилися їхні спільні діти — син Екстон і дочка Ейврі.
Роберт Дауні-молодший — модник і колекціонер, збирає вінтажні машини, камені й кристали. У свій час приносив додому все, що дозволялося забрати з майданчика «Залізної Людини». Згодом сувеніри розійшлися по друзях дітей.
На пам'ять про «Месників» п'ять виконавців головних ролей, в тому числі й Роберт, зробили татуювання. В «Інстаграмі» актор розмістив відео, на якому намагається набити малюнок і майстру, оскільки шостий учасник Марк Руффало відмовився від сумнівної прикраси. Кріса Гемсворта, за словами Дауні, змусили силою.

## Фільмографія

### Кінофільми
| Рік  |   | Українська назва                  | Оригінальна назва                  | Роль                        |
| ---- | - | --------------------------------- | ---------------------------------- | --------------------------- |
| 1970 | ф | Загін                             | Pound                              | Puppy                       |
| 1983 | ф | Крихітко, це ти                   | Baby It's You                      | Стюарт                      |
| 1984 | ф | Першонароджений                   | Firstborn                          | Лі                          |
| 1985 | ф | Стінка на стінку                  | Tuff Turf                          | Джиммі Паркер               |
| 1985 | ф | Чудернацька наука                 | Weird Science                      | Ян                          |
| 1986 | ф | Знову до школи                    | Back to School                     | Дерек Латц                  |
| 1987 | ф | Мисливець на дівчат               | The Pick-up Artist                 | Джек Джеріко                |
| 1987 | ф | Менше нуля                        | Less than Zero                     | Джуліан                     |
| 1988 | ф | Джонні, будь хорошим              | Johnny Be Good                     | Лев Віггінс                 |
| 1988 | ф | Губи напрокат                     | Rented Lips                        | Вулф Денглер                |
| 1988 | ф | 1969                              | 1969                               | Ральф Карр                  |
| 1989 | ф | Це адекватно                      | That's Adequate                    | Альберт Ейнштейн            |
| 1989 | ф | Віруючий                          | True Believer                      | Роджер Барон                |
| 1989 | ф | Шанси є                           | Chances Are                        | Алекс Фінч                  |
| 1990 | ф | Ейр Америка                       | Air America                        | Біллі Ковингтон             |
| 1990 | ф | Занадто багато сонця              | Too Much Sun                       | Рід Річмонд                 |
| 1991 | ф | Велика піна                       | Soapdish                           | Барнс Девід Сетон           |
| 1992 | ф | Чаплін                            | Chaplin                            | Чарлі Чаплін                |
| 1993 | ф | Серце і душі                      | Heart and Souls                    | Томас Рейлі                 |
| 1993 | ф | Короткі історії                   | Short Cuts                         | Білл Буш                    |
| 1994 | ф | Аве, Цезар                        | Hail Caesar                        | Джеррі                      |
| 1994 | ф | Природжені вбивці                 | Natural Born Killers               | Уейн Гейл                   |
| 1994 | ф | Тільки ти                         | Only You                           | Пітер Райт                  |
| 1995 | ф | Річард III                        | Richard III                        | Лорд Ріверс                 |
| 1995 | ф | Додому на свята                   | Home for the Holidays              | Томмі Ларсон                |
| 1995 | ф | Королівська милість               | Restoration                        | Роберт Мерівел              |
| 1996 | ф | Небезпечна зона                   | Danger Zone                        | Джим Скотт                  |
| 1997 | ф | Побачення на одну ніч             | One Night Stand                    | Чарлі                       |
| 1997 | ф | Басейн Х'юго                      | Hugo Pool                          | Франц Мазур                 |
| 1997 | ф | Любовний трикутник                | Two Girls and a Guy                | Блейк                       |
| 1998 | ф | Лісовик                           | The Gingerbread Man                | Клайд Пелл                  |
| 1998 | ф | Служителі закону                  | U.S. Marshals                      | Джон Ройс                   |
| 1999 | ф | Сновидіння                        | In Dreams                          | Вів'єн Томпсон              |
| 1999 | ф | Друзі і коханці                   | Friends & Lovers                   | Ганс                        |
| 1999 | ф | Боуфінгер — кльовий хлопець       | Bowfinger                          | Джеррі Ренфро               |
| 1999 | ф | Чорне і біле                      | Black and White                    | Террі Донеджер              |
| 2000 | ф | Вундеркінди                       | Wonder Boys                        | Террі Крабтрі               |
| 2003 | ф | Детектив, що співає               | The Singing Detective              | Ден Дарк                    |
| 2003 | ф | Готика                            | Gothika                            | Піт Грем                    |
| 2004 | ф | Ерос                              | Eros                               | Прізвисько Пенроуз          |
| 2005 | ф | Гра 6                             | Game 6                             | Стівен Швіммер              |
| 2005 | ф | Поцілунок навиліт                 | Kiss Kiss Bang Bang                | Гаррі Локхарт               |
| 2005 | ф | Добраніч, та нехай щастить        | Good Night, and Good Luck          | Джо Вершба                  |
| 2006 | ф | Як впізнати своїх святих          | A Guide to Recognizing Your Saints | Діто                        |
| 2006 | ф | Кудлатий тато                     | The Shaggy Dog                     | доктор Козак                |
| 2006 | ф | Помутніння                        | A Scanner Darkly                   | Джеймс Барріс               |
| 2006 | ф | Хутро: Уявний портрет Діани Арбус | Fur                                | Лайонел Свіні               |
| 2007 | ф | Зодіак                            | Zodiac                             | Пол Ейвері                  |
| 2007 | ф | Щасливець                         | Lucky You                          | Телефон Джек                |
| 2007 | ф | Витівки в коледжі                 | Charlie Bartlett                   | директор Натан Гарднер      |
| 2008 | ф | Залізна людина                    | Iron Man                           | Тоні Старк / Залізна Людина |
| 2008 | ф | Неймовірний Халк                  | The Incredible Hulk                | Тоні Старк (камео)          |
| 2008 | ф | Грім у тропіках                   | Tropic Thunder                     | Кірк Лазарус                |
| 2009 | ф | Соліст                            | The Soloist                        | Стів Лопез                  |
| 2009 | ф | Шерлок Холмс                      | Sherlock Holmes                    | Шерлок Холмс                |
| 2010 | ф | Залізна людина 2                  | Iron Man 2                         | Тоні Старк                  |
| 2010 | ф | Встигнути до                      | Due Date                           | Пітер Хаймен                |
| 2011 | ф | Шерлок Холмс: Гра тіней           | Sherlock Holmes: A Game of Shadows | Шерлок Холмс                |
| 2012 | ф | Месники                           | The Avengers                       | Тоні Старк                  |
| 2013 | ф | Залізна людина 3                  | Iron Man 3                         | Тоні Старк                  |
| 2014 | ф | Суддя                             | The Judge                          | Генк Палмер                 |
| 2014 | ф | Кухар на колесах                  | Chef                               | Марвін                      |
| 2015 | ф | Месники: Ера Альтрона             | Avengers: Age of Ultron            | Тоні Старк                  |
| 2016 | ф | Перший месник: Протистояння       | Captain America: Civil War         | Тоні Старк                  |
| 2016 | ф | Круті чуваки                      | The Nice Guys                      | Сід Шаттак (камео)          |
| 2017 | ф | Людина-павук: Повернення додому   | Spider-Man: Homecoming             | Тоні Старк                  |
| 2018 | ф | Месники: Війна нескінченності     | Avengers: Infinity War             | Тоні Старк                  |
| 2019 | ф | Месники: Завершення               | Avengers: Endgame                  | Тоні Старк                  |
| 2020 | ф | Дулітл                            | Dolittle                           | Доктор Дулітл               |
| 2023 | ф | Оппенгеймер                       | Oppenheimer                        | Льюїс Штраус                |
| 2025 | ф | Фантастична четвірка: Перші кроки | The Fantastic Four: First Steps    | Доктор Дум                  |
| 2026 | ф | Месники: Судний день              | Avengers: Doomsday                 | Доктор Дум                  |
|      | ф | Шерлок Холмс 3                    | Sherlock Holmes 3                  | Шерлок Холмс                |

### Телебачення
| Рік       |    | Українська назва                  | Оригінальна назва           | Роль                                                                  |
| --------- | -- | --------------------------------- | --------------------------- | --------------------------------------------------------------------- |
| 1985—1986 | с  | Суботнього вечора в прямому ефірі | Saturday Night Live         | різні ролі (16 епізодів)                                              |
| 1985      | с  | Муссоліні                         | Mussolini: The Untold Story | Бруно Муссоліні (3 епізоди)                                           |
| 1996      | с  | Суботнього вечора в прямому ефірі | Saturday Night Live         | ведучий (епізод "November 16, 1996")                                  |
| 2000—2002 | с  | Еллі Макбіл                       | Ally McBeal                 | Ларрі Пол (21 епізод)                                                 |
| 2005      | мс | Гріффіни                          | Family Guy                  | Патрік Певтершміт (епізод "The Fat Guy Strangler")                    |
| 2008      | с  | Американський ідол                | American Idol               | гість (епізод "Season 7 Finale")                                      |
| 2020      | с  | Шоу Елен Дедженерес               | The Ellen DeGeneres Show    | гість (епізод "Season 17, Episode 82")                                |
| 2024      | с  | Симпатик                          | The Sympathizer             | Клод, Роберт Хаммер, Нед Годвін, Ніко Даміанос, священик (7 епізодів) |

## Нагороди та номінації
| Нагорода                   | Рік  | Категорія                                                                  | Робота                     | Результат |
| -------------------------- | ---- | -------------------------------------------------------------------------- | -------------------------- | --------- |
| Оскар                      | 1993 | Найкраща чоловіча роль                                                     | Чаплін                     | Номінація |
| Оскар                      | 2009 | Найкраща чоловіча роль другого плану                                       | Грім у тропіках            | Номінація |
| Оскар                      | 2024 | Найкраща чоловіча роль другого плану                                       | Оппенгеймер                | Перемога  |
| Золотий глобус             | 1993 | Найкраща чоловіча роль — драма                                             | Чаплін                     | Номінація |
| Золотий глобус             | 1994 | Нагорода за особливі досягнення акторському ансамблю                       | Короткі історії            | Перемога  |
| Золотий глобус             | 2001 | Найкраща чоловіча роль другого плану у серіалі, мінісеріалі або телефільмі | Еллі Мак-Біл               | Перемога  |
| Золотий глобус             | 2009 | Найкраща чоловіча роль другого плану — кінофільм                           | Грім у тропіках            | Номінація |
| Золотий глобус             | 2010 | Найкраща чоловіча роль — комедія або мюзикл                                | Шерлок Холмс               | Перемога  |
| Золотий глобус             | 2024 | Найкраща чоловіча роль другого плану — кінофільм                           | Оппенгеймер                | Перемога  |
| BAFTA                      | 1993 | Найкраща чоловіча роль                                                     | Чаплін                     | Перемога  |
| BAFTA                      | 2009 | Найкраща чоловіча роль другого плану                                       | Грім у тропіках            | Номінація |
| BAFTA                      | 2024 | Найкраща чоловіча роль другого плану                                       | Оппенгеймер                | Перемога  |
| Премія Гільдії кіноакторів | 2001 | Найкраща чоловіча роль у комедійному серіалі                               | Еллі Мак-Біл               | Перемога  |
| Премія Гільдії кіноакторів | 2001 | Найкращий акторський склад у комедійному серіалі                           | Еллі Мак-Біл               | Номінація |
| Премія Гільдії кіноакторів | 2006 | Найкращий акторський склад в ігровому кіно                                 | Добраніч, та нехай щастить | Номінація |
| Премія Гільдії кіноакторів | 2009 | Найкраща чоловіча роль другого плану                                       | Грім у тропіках            | Номінація |
| Премія Гільдії кіноакторів | 2024 | Найкраща чоловіча роль другого плану                                       | Оппенгеймер                | Перемога  |
| Премія Гільдії кіноакторів | 2024 | Найкращий акторський склад в ігровому кіно                                 | Оппенгеймер                | Перемога  |
| Вибір критиків             | 2009 | Найкраща чоловіча роль другого плану                                       | Грім у тропіках            | Номінація |
| Вибір критиків             | 2013 | Найкращий актор у бойовику                                                 | Месники                    | Номінація |
| Вибір критиків             | 2014 | Найкращий актор у бойовику                                                 | Залізна людина 3           | Номінація |
| Вибір критиків             | 2024 | Найкращий чоловіча роль другого плану                                      | Оппенгеймер                | Перемога  |
| Вибір критиків             | 2024 | Найкращий акторський склад                                                 | Оппенгеймер                | Перемога  |
| Золота малина              | 2021 | Найгірша чоловіча роль                                                     | Дулітл                     | Номінація |
| Золота малина              | 2021 | Найгірша екранна пара                                                      | Дулітл                     | Номінація |
| Прайм-тайм премія «Еммі»   | 2001 | Найкраща чоловіча роль другого плану в комедійному серіалі                 | Еллі Мак-Біл               | Номінація |
| Супутник                   | 2004 | Найкраща чоловіча роль — комедія або мюзикл                                | Співаючий детектив         | Номінація |
| Супутник                   | 2005 | Найкраща чоловіча роль — комедія або мюзикл                                | Поцілунок навиліт          | Номінація |
| Супутник                   | 2005 | Найкраща оригінальна пісня                                                 | Поцілунок навиліт          | Номінація |
| Супутник                   | 2008 | Найкраща чоловіча роль другого плану                                       | Грім у тропіках            | Номінація |
| Супутник                   | 2024 | Найкраща чоловіча роль другого плану                                       | Оппенгеймер                | Номінація |
| Супутник                   | 2024 | Найкращий акторський склад у кінофільмі                                    | Оппенгеймер                | Перемога  |
| Сатурн                     | 1994 | Найкраща чоловіча роль                                                     | Серце і душі               | Перемога  |
| Сатурн                     | 2006 | Найкраща чоловіча роль                                                     | Поцілунок навиліт          | Номінація |
| Сатурн                     | 2009 | Найкраща чоловіча роль                                                     | Залізна людина             | Перемога  |
| Сатурн                     | 2010 | Найкраща чоловіча роль                                                     | Шерлок Холмс               | Номінація |
| Сатурн                     | 2011 | Найкраща чоловіча роль                                                     | Залізна людина 2           | Номінація |
| Сатурн                     | 2014 | Найкраща чоловіча роль                                                     | Залізна дюдина 3           | Перемога  |
| Сатурн                     | 2019 | Найкраща чоловіча роль                                                     | Месники: Завершення        | Перемога  |
| Сатурн                     | 2024 | Найкраща чоловіча роль другого плану                                       | Оппенгеймер                | Номінація |